# Dům s taneční školou Karla Linka
Dům s taneční školou Karla Linka čp. 1050 je novorenesanční nárožní dům na Starém Městě v Praze 1 na rohu Divadelní ulice (č.o. 12) a Krocínovy ulice (č.o. 1). Dům si v roce 1875–1876 nechal postavit taneční mistr Karel Link podle návrhu významného českého architekta 19. století Antonína Wiehla.
Dům byl zrekonstruován do původní podoby a podle firmy v něm sídlící je označován i jako House of Music. Sál, kde taneční mistr pořádal své lekce, je plně funkční a využíván pro společenské akce.

## Popis domu

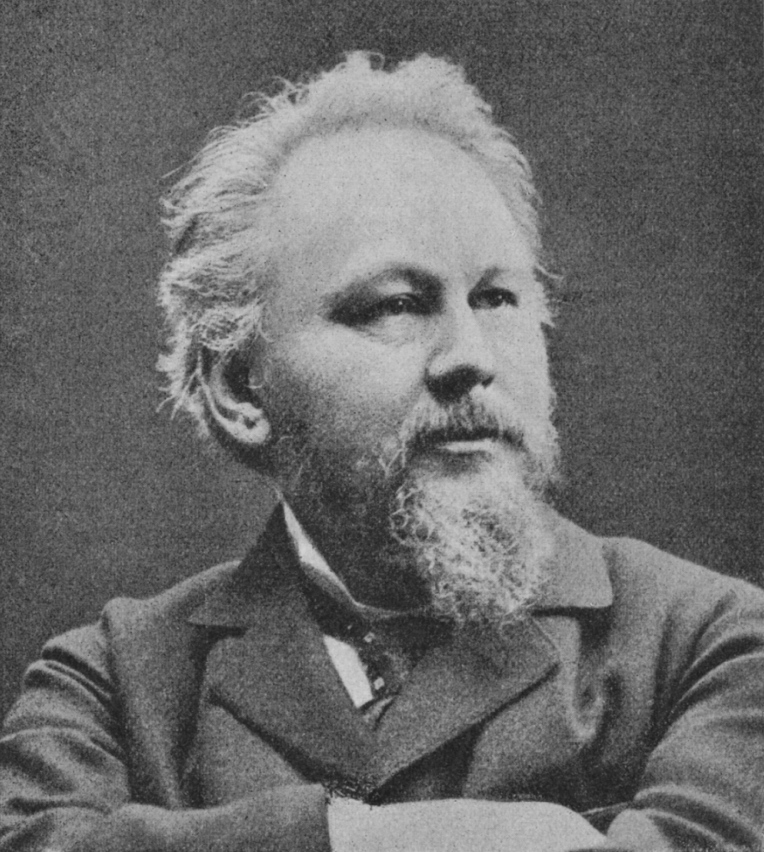
Antonín Wiehl – architekt

Návrh nárožního třípatrového činžovního domu je ovlivněný pozdní renesancí. Dům postavil v roce 1876 Antonín Wiehl s Janem Zeyerem. Fasádu zdobí portál a balkon. V roce 1905 byl dům upravován a na skosené nároží přistavěn arkýř a poslední patro dodatečně dozdobeno plastickým ornamentem.

## Linkova taneční škola

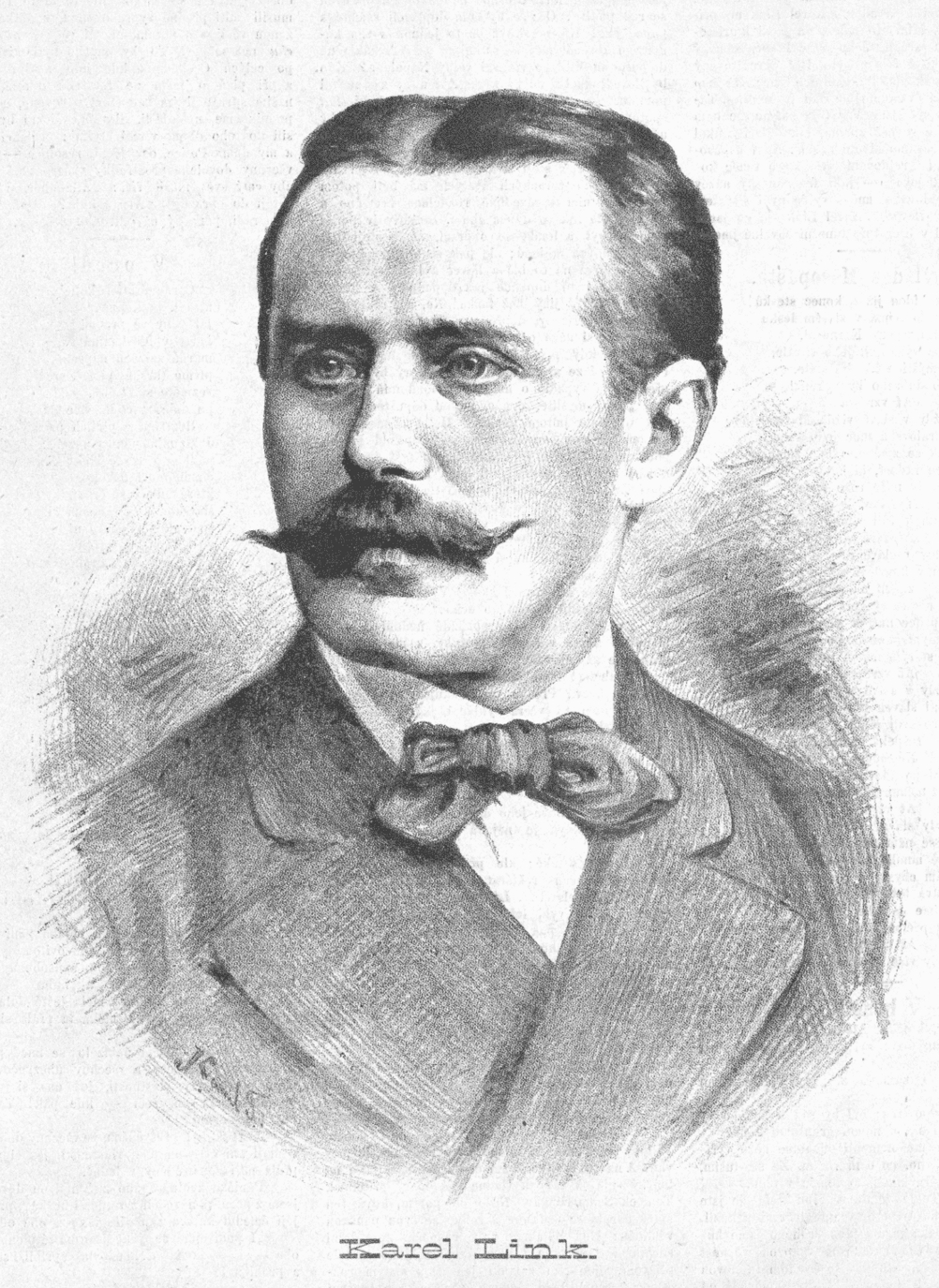
Karel Link 1880

Dům si nechal postavit Karel Link, renomovaný taneční mistr a majitel taneční školy. Tu roku 1828 založil jeho otec, taneční mistr Hynek Link. Karel Link roku 1848 předčasně ukončil studium a otci v jeho škole pomáhal; od té doby se věnoval již jen výuce tance a jako učitel získal brzy velký věhlas. Dům na roku Divadelní a Krocínovy ulice si postavil právě pro svou vyhlášenou taneční školu.